# Сливкова, Ольга
Ольга Сливкова (словац. Olga Slivková, 9 сентября 1936, Вайнорский район, Чехословакия — 23 апреля 2024) — словацкая журналистка.

## Биография
Отец Ольги Павол Чарногурский был политиком в Словацкой Республике под властью нацистов.
В начале своей карьеры она работала учителем, переводчиком и германистом, автором педагогической литературы и учебников. Она была соавтором учебника немецкого языка для начальной школы, изданного Словацким педагогическим институтом.
За время своей карьеры она готовила радиоматериалы, в основном для редакций молодёжной и образовательной тематики, а также литературной и музыкальной редакции, с 1960-х по 1980-е годы, как сообщал RTVS. Сливкова была редактором Чехословацкого радио в Братиславе.
Сливкова стала соучредителем возрождённой в Словакии Гильдии скаутов после 1989 года и принимала участие в Словацкой католической благотворительной организации. Как и её муж Мартин Сливка, она была известна как популяризатор словацкого фольклора. По вероисповеданию Ольга была католичкой.